# Barlekha
Barlekha è un sottodistretto (upazila) del Bangladesh situato nel distretto di Maulvi Bazar, divisione di Sylhet. Si estende su una superficie di 315,58 km² e conta una popolazione di 200.674 abitanti (dato censimento 1991).